# Gnophos rubricimixta
Gnophos rubricimixta là một loài bướm đêm trong họ Geometridae.